# Dave Reavis
Dave Reavis é um ex-jogador profissional de futebol americano estadunidense

## Carreira
Dave Reavis foi campeão da temporada de 1975 da National Football League jogando pelo Pittsburgh Steelers.